# Далянь Профешнл
ФК «Далянь Профешнл», також відомий як «Далянь Аербін» (кит.: 大连一方足球俱乐部) — колишній китайський футбольний клуб з Даляня, заснований у 1983 році. Виступав у Суперлізі. Домашні матчі приймав на Олімпійському спортивному центрі Даляня, місткістю 61 тисяча глядачів.
Розформований у 2024 році.